# سندرم اسنایدر بلوک-کامپئو
سندرم اسنایدر بلوک-کامپئو یک بی نظمی ژنتیکی است که در اثر جهش در ژن سی اچ دی۳ تشکیل می‌گردد. این بیماری با اختلال در رشد فکری، ماکروسفالی، دیزآرتری و آپراکسی گفتار، و برخی ویژگی‌های متفاوت صورت نمایان می‌شود.

سندرماسنایدر بلوک-کامپئو یک جهش نوینی می‌باشد که همگی در مراحل نخستین رشد جنینی یا در طول ایجادسلول‌های تولید مثلی پدر و مادر صورت می‌گیرد. این امکان تشخیص پیش از تولد را فراهم می‌کند.

## علائم و نشانه‌ها
سندرم اسنایدرز بلوک کمپئو کمابیش همیشه با ضعف جسمی و ذهنی همراه می‌باشد. افراد مبتلا به این بیماری طبق معمول در رشد سخن و زبان مشکل دارند. کمابیش نصفی از آنان طبق معمول دارای نوعی ماکروسفالی می‌باشند، در حالی که حدود ۱/۳ علائم اوتیسم یا شرایط مشابه را نشان می‌دهند.
| مشخصات                   | درصد    | مشخصات                          | درصد    |
| ------------------------ | ------- | ------------------------------- | ------- |
| اختلال رشد               | ۱۰۰درصد | لیگامت‌های انعطاف‌پذیر            | ۴۰ درصد |
| تاخیر یا اختلال در گفتار | ۱۰۰درصد | ناهنجاری‌های سیستم عصبی مرکزی    | ۳۹ درصد |
| ناتوانی ذهنی             | ۹۵درصد  | ناهنجاری‌های تناسلی مردانه       | ۳۵ درصد |
| تون عضلانی کم            | ۹۲ درصد | اوتیسم یا ویژگی‌های مشابه اوتیسم | ۳۳ درصد |
| پیشانی بزرگ یا برجسته    | ۸۵ درصد | مشکلات تغذیه نوزادان            | ۳۱ درصد |
| چشم‌هایی با فاصله زیاد    | ۷۷ درصد | استرابیسم                       | ۳۰ درصد |
| مشکلات بینایی            | ۷۵درصد  | تشنج                            | ۲۱ درصد |
| لب بالایی نازک           | ۷۴ درصد | بیماری قلبی مادرزادی            | ۲۱ درصد |
| پل بینی عریض             | ۷۱ درصد | دندان‌های از دست رفته            | ۱۶ درصد |
| ماکروسفالی               | ۵۸ درصد | از دست دادن شنوایی              | ۱۳ درصد |
| چشم‌های عمیق              | ۵۴ درصد | میکروسفالی                      | ۵درصد   |

ژن سی اچ دی۳ برای نوسازی کروماتین، عملی که بیان ژن را تنظیم می‌نماید، مورد استفاده است. با اجازه دادن به ایجاد کروماتین، ژن سی اچ دی۳ بر نحوه فشرده شدن دی ان ای در کروموزوم‌ها اثر می‌گذارد. جهش ژن سی اچ دی۳ مقدار کروماتین تولید شده را تغییر می‌دهد و سبب بیان بیش از حد یا کم بیان ژن‌های دیگر می‌شود.

## تاریخ
با توجه به نایاب بودن این بیماری، با نزدیک به ۶۰مورد ثبت شده در ادبیات علمی، سندرم اسنایدرز بلوک کمپئو تنها در سال ۲۰۱۸ توسط ژنتیک بالینی بلوک لات اسنایدرز و پزشک-دانشمند فلیپ ام کمپو کشف شد. این جهش برای نخستین بار در مقاله " جهش‌های دامنه سی اچ دی۳ هلیکاز باعث سندرم رشد عصبی با ماکروسفالی و اختلال در گفتار و زبان می‌شود " ثبت شد.